# Pedreiras de Montmartre

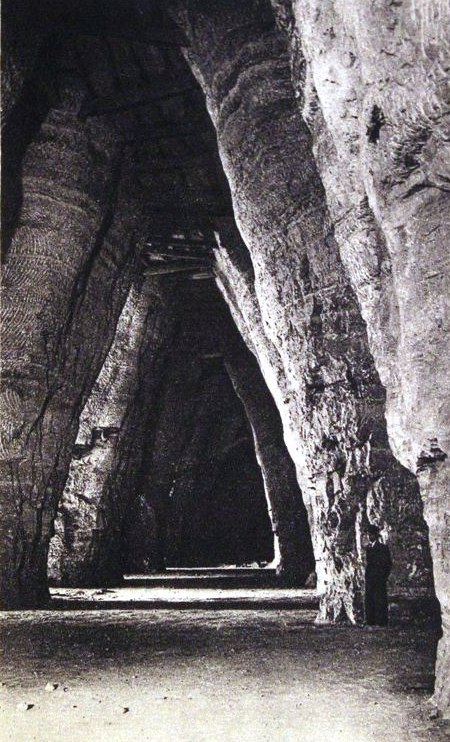
Pedreiras de gipsita de Montmartre

As pedreiras de Montmartre, cujo gesso foi explorado desde a era galo-romana e transformado pelos muitos fornos de cal da colina de Montmartre, há muito que são usadas para fazer o melhor gesso e o mais famoso, tanto para a construção quanto para os moldes: o "gesso de Paris" ou "o branco parisiense".

## História
No final do século XIX, as pedreiras estendiam-se por mais de 300 km de galerias. O gesso foi usado em grande escala na capital, daí o provérbio de Montmartre: "Há muito mais Montmartre em Paris do que Paris em Montmartre! "
Georges Cuvier (1769-1833) extraiu das pedreiras de Montmartre, o bloco de gipsita, no qual descobriu os ossos fósseis da sarigue, chamados "sarigue de Montmartre", e deu origem à paleontologia.
Durante a Comuna de Paris, as pedreiras de Montmartre foram transformadas em local de execução e valas comuns. Mais tarde, foram substituídos pelo cemitério de Montmartre e deram seu nome ao atual distrito de Grandes-Carrières.
Hoje, essas pedreiras foram quase completamente preenchidas ou destruídas. A escavação é para causar o colapso natural, para que isso aconteça em um momento conhecido e depois de proteger os arredores. O princípio é o mesmo das avalanches de montanha. A técnica é explodir um barril de pólvora em cada pilar para que a colina tenha forma de copo. A escavação foi realizada quando foi planejada a subdivisão e construção dos bairros envolvidos. No entanto, alguns vazios inacessíveis ainda permanecem em certas ruas, às vezes causando colapsos ou deslizamentos de terra